# Gornji Podpeć
Gornji Podpeć (en serbio: Горњи Подпећ) es un pueblo en el municipio de Srebrenik, Bosnia y Herzegovina.

## Historia
El asentamiento de Gornji Podpeć fue creado en 1971 por la división del asentamiento de Podpeć.

## Demografía
Según el censo de 2013, su población era de 60 habitantes.
| 1498       | 1096 | 1139 | 732 | 60 |
| (Fuente: ) |      |      |     |    |